# Седрина
Седрина (итал. Sedrina) — коммуна в Италии, располагается в регионе Ломбардия, подчиняется административному центру Бергамо.
Население составляет 2377 человек, плотность населения составляет 475 чел./км². Занимает площадь 5 км². Почтовый индекс — 24010. Телефонный код — 0345.
Покровителем коммуны почитается святой апостол Иаков Старший, празднование 25 июля. 